# Мисиодакс, Иосипос
Иосипос Мисиодакас (греч. Ιώσηπος Μοισιόδακας), также Иосипос Мисиодакс (греч. Ιώσηπος Μοισιόδαξ, 1730, Чернаводэ — 1800, Бухарест) — греческий философ XVIII века, деятель новогреческого Просвещения.

## Биографические сведения
Иосипос Мисиодакас родился в городе Чернаводэ в Западной Добруджи, в то время части Османской империи. Мирское имя — Иоаннис, имя «Иосиф» принял с монашеским постригом. Некоторые авторы выдвигают гипотезу о румынском происхождении на основе этимологии фамилии: Мисиодакас — из даков в Мезии, однако его греческое происхождение окончательно доказано на основе многих исторических источников, и сам себя он называет греком.
Мало что известно о юности Мисиодакаса. Вероятно, он получил начальное образование у греческого священника в Валахии и Фракии. В период с 1753 по 1754 год учился в греческих школах в Салониках и Смирне, где находился под влиянием неоплатонизма. С 1754 по 1755 год учился в Афонской академии, которой тогда руководил Евгений Вулгарис, другой выдающийся представитель новогреческого Просвещения. Между 1759 и 1762 годом Мисиодакас учился в Падуанском университете под руководством Джованни Полени. В этот период он также был хиротонисан во диакона.
В 1765 году, во время правления Григория III Гики, Мисиодакас стал директором Княжеской академии в Яссах и одновременно её профессором философии. На его философское учение значительное влияние оказал Джон Локк; именно из-за конфликта собственных убеждений с традиционной педагогикой был вынужден покинуть пост в 1766 году. В том же году он тяжело заболел, возможно, туберкулёзом, и отправился во Валахию. Оправившись от болезни, он возвращается в Яссы и снова работает в академии. Однако во второй раз вынужден подать в отставку всего через несколько месяцев из-за сопротивления его системе обучения.
Тогда Иосипос Мисиодакас отправился в Брашов (1777), впоследствии в Вену, где он опубликовал свою важную работу Апологию. В 1797 году он на короткое время стал профессором философии в Княжеской академии Бухареста. Умер в Бухаресте в 1800 году.

## «Апология» Мисиодакаса
«Апология» Мисиодакаса (1780) примечательна во многих отношениях. Среди прочего, это также один из первых памятников новогреческой литературы. Однако наибольшее значение заключается в концепции «звучания философии», предложенной в книге. Это фактически натурфилософия, в отличие от неоплатонизма Теофилоса Коридаллеуса, который в то время издавался во всем грекоязычном мире. Также Мисиодакас увлекался идеями Декарта, Галилея, Вольфа, Локка, но больше других он восхищался Ньютоном.
Иосипос Мисиодакас был убеждён, что познание философской идеи должно начинаться с изучения математики, и что в действительности настоящая философия — это математическая философия. Кроме того, Мисиодакас вычеркнул аристотелевскую логику из своих учебных программ, заменив его теорией познания. Он предлагал заменить изучение древнегреческой философии на новогреческую, чтобы повысить качество обучения.

## Избранные работы
- Ηθική Φιλοσοφία, 1761
- Περί Παίδων Αγωγής ή Παιδαγωγία, 1779
- Aπολογία, 1780
- Θεωρία της Γεωγραφίας, 1781
- Σημειώσεις Φυσιολογικαί, 1784

Неопубликованные работы
- Οδοί Φυσικής
- Επιτομή Αστρονομίας κατά τους Νεωτέρους